# 那波刀翅蜂鸟
是雨燕目蜂鸟科的一种鸟类。
那波刀翅蜂鸟体重约7.38克，翼长约65.8毫米，嘴峰长约31.2毫米，喙宽度约2.6毫米，喙厚度约2.4毫米，跗蹠长约6.2毫米，尾长约44.8毫米。那波刀翅蜂鸟在其分布区内为留鸟，其栖息在密集的高大树木组成的森林中，食性为草食性，主要食物来源是植物的花蜜。
那波刀翅蜂鸟分布于哥伦比亚南部至厄瓜多尔东部和邻近的秘鲁东北部。该物种是单型物种，没有亚种分化。